# Klaas Galis
Klaas Wilhelm Galis (Hoorn, 25 november 1910 – Zeist, 2 juli 1999) was een Nederlands antropoloog en koloniaal bestuursambtenaar. Hij was gespecialiseerd in de culturen en geschiedenis van westelijk Nieuw-Guinea.

## Opleiding en loopbaan
Klaas Galis studeerde indologie aan de Rijksuniversiteit Leiden, destijds de geëigende opleiding tot koloniaal bestuursambtenaar, en vertrok na afloop naar Nederlands-Indië waar hij als adspirant-controleur werd geplaatst in de bestuursafdeling Benkoelen, Sumatra. Na de oorlogsjaren, die hij grotendeels doorbracht in een Japans interneringskamp, werkte hij als controleur van de onderafdelingen Manokwari en Fakfak in Nederlands-Nieuw-Guinea. Vervolgens was hij als wetenschappelijk (hoofd)ambtenaar verbonden aan het Kantoor voor Bevolkingszaken, het sociaal-wetenschappelijk onderzoeksbureau van de Nederlandse overheid te Hollandia, waar hij tevens docent was aan de Bestuursschool. In 1955, tijdens verlof in Nederland, verdedigde hij zijn proefschrift Papoea’s van de Humboldt-Baai bij prof. J.P.B. de Josselin de Jong aan de Rijksuniversiteit Leiden. Galis zou tot 1961 in Nieuw-Guinea blijven.

## Brede belangstelling
Naast zijn bestuurlijke taken, 'tussen de kantooruren door', zoals hij vaak zei, ontwikkelde Galis een puur wetenschappelijke belangstelling voor de oudheden, talen en etnografische bijzonderheden van het eiland. Hij publiceerde hierover meest in tijdschriften die op Nieuw-Guinea betrekking hadden; een groot deel van zijn rapporten is echter in typoscript en wordt bewaard in het Rijksarchief in Den Haag.